# Стефан Рупневський
Стефан  Богуслав Рупневський (Рупньовський) гербу Шренява (1671, Бідзіни, Сандомирське воєводство — 21 квітня 1731, Торчин) — польський шляхтич, римо-католицький релігійний діяч, луцький єпископ РКЦ. Представник роду Рупньовських.

## Життєпис

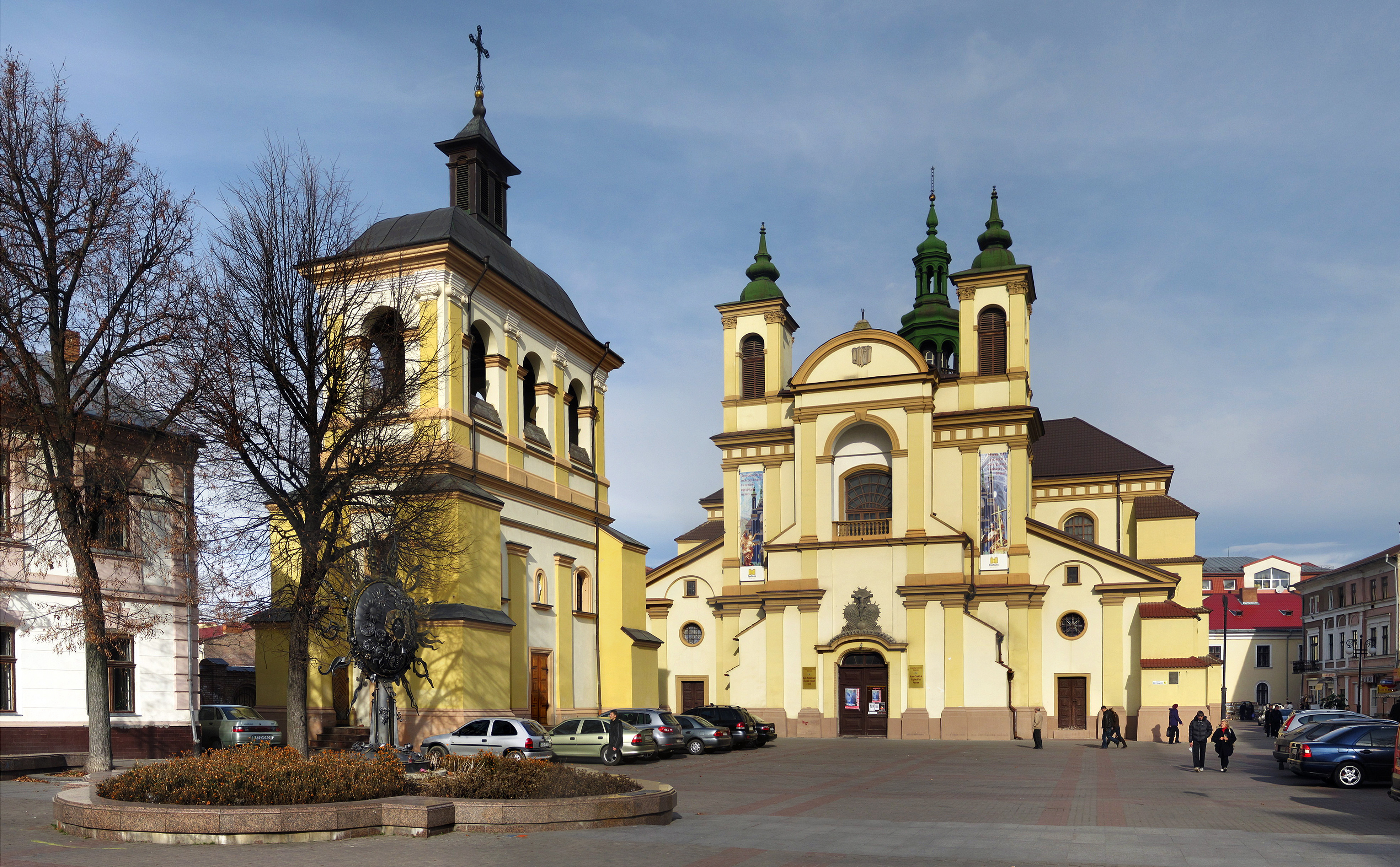
колегіата Станіславова

Народився 1671 року в селі Бідзіни (пол. Bidziny, нині ґміна Войцеховиці Опатівського повіту Свентокшиського воєводства) у кальвінській родині Кшиштофа Рупневського та його дружини Катажини з Ожаровських. За о. Каспером Несецьким ТІ, Стефан був онуком сандецького каштеляна, ім'я матері — Гелена. Після передчасної смерти батька його виховував «цьотечний» дід Стефан Бідзінський — майбутній сандомирський воєвода, під чиїм впливом змінив обряд на римо-католицький.
Навчався в колегіумі єзуїтів (можливо, в Сандомирі), а з 1695 року — у Краківському університеті. 30 вересня 1697 отримав «промоцію» на звання доктора теології Краківського університету, 2 лютого 1698 — священничі свячення. Тоді був познаньським каноніком, після відставки з посади в грудні 1697 2 липня 1698 став архідияконом у Варшаві (до 8 липня 1715). 16 травня 1699 став каноніком у Кракові, 21 лютого 1701 — при колегіаті Сандомира (відставка 20 травня ц. р.). Перед 1703 роком став пробощом у Бідзінах (відставка перед 5 жовтня 1711).
Перед 1711 — схоластик, 1713 — декан колегіати Станіславова. На прохання Яна Скарбека Папа Климент ХІ 22 травня 1713 «преконізував» його на посаду помічника львівського латинського архиєпископа з обов'язком відставки з певних посад. Зберіг посади архидиякона Варшави, краківського каноніка, декана колегіати Станіславова, пробоща в Гослицях.
На прохання короля Августа ІІ (перед 31 жовтня 1716) «преконізований» 23 грудня 1716 Папою Климентом ХІ на посаду Кам'янецького єпископа РКЦ зі збереденням посади краківського каноніка, декана колегіати Станіславова, пробоща в Гослицях. Тут сприяв відновленню діяльності після періоду воєн.
1721 року на пропозицію короля Августа ІІ Папою Інокентієм ХІІІ був призначений Луцьким єпископом РКЦ зі збереженням посади декана колегіати Станиславова. 6 лютого 1722 видав пастирський лист у Замості, 31 травня — урочистий «інгрес» у латинській катедрі Луцька.
1725 року освятив збудований костел Святого Антонія у Межирічі Корецькому.
Наприкінці життя хотів подати у відставку, стати єзуїтом, але не отримав згоди Риму. Незадовго до смерті захворів, склав монашу обітницю. Помер у Торчині на Волині 21 квітня 1731, був похований в єзуїтському костелі святих Петра і Павла у Кракові у спільному гробівці під презбітерієм.